# Margareta Cederschiöld

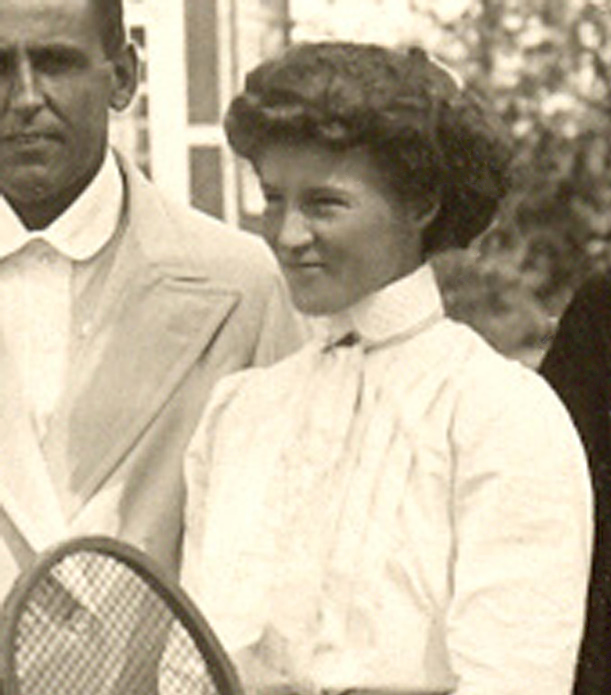
Cederschiöld in den 1910er Jahren

Margareta Cederschiöld (* 31. Dezember 1879 in Stockholm; † 29. Juli 1962 ebenda) war eine schwedische Tennisspielerin.

## Biografie
Cederschiöld spielte im Stockholmer Tennisverein Kungliga Lawntennisklubben. Von diesem aus nahm sie 1912 am Tenniswettbewerb der Olympischen Sommerspiele in Stockholm teil. Sie trat in drei Konkurrenzen an. Im Hallen-Einzel unterlag sie zum Auftakt Mabel Parton, die später Gold gewinnen sollte. Im Mixed in der Halle wurde sie an der Seite von Carl Kempe Vierte, wobei sie das Halbfinale kampflos erreicht hatten. Sie verloren abermals gegen die später Gold gewinnende Hannam und traten nicht zum Spiel um Bronze an. Ihren einzigen Sieg verbuchte Cederschiöld im Rasen-Einzel, wo sie ihre Landsfrau Ellen Brusewitz in der ersten Runde schlug. Sonst sind keine Ergebnisse von Cederschiöld bekannt.
Ihr älterer Bruder Hugo Cederschiöld nahm bei den Olympischen Spielen 1912 am Schießwettbewerb teil.